# 오르비테스텔라과
오르비테스텔라과(Orbitestellidae)는 비공식군 하이새류에 속하는 해양 복족류 연체동물과의 하나이다. 아주 작은 바다 달팽이로 이루어져 있다. 실로디스쿨라과(Xylodisculidae)와 함께 오르비테스텔라상과(Orbitestelloidea)를 형성한다.

## 하위 속
- Boschitestella
- Lurifax
- Microdiscula
- 오르비테스텔라속 (Orbitestella)